# Eric Betzig
Eric Betzig (Ann Arbor, 13 gennaio 1960) è un fisico statunitense.
Ha vinto il premio Nobel per la chimica nel 2014 assieme al connazionale William E. Moerner e al rumeno naturalizzato tedesco Stefan Hell, per gli studi sullo sviluppo di tecnologie per la microscopia ottica a fluorescenza a super risoluzione.
Il 30 novembre 2016 papa Francesco lo ha nominato membro ordinario della Pontificia accademia delle scienze.